# Kanton Gleizé
Kanton Gleizé (francouzsky Canton de Gleizé) je francouzský kanton v departementu Rhône v regionu Rhône-Alpes. Tvoří ho 14 obcí.

## Obce kantonu
- Arnas
- Blacé
- Cogny
- Denicé
- Gleizé
- Lacenas
- Le Perréon
- Limas
- Montmelas-Saint-Sorlin
- Rivolet
- Saint-Cyr-le-Chatoux
- Saint-Julien
- Salles-Arbuissonnas-en-Beaujolais
- Vaux-en-Beaujolais